# 이문수 (희극인)
이문수(1963년 9월 9일 ~ )는 대한민국의 개그맨이자 배우이다.

## 출연작

### 방송
- 《일요일 일요일 밤에》 (MBC)
- 《유머1번지》 (KBS2)
- 《테마 게임》 (MBC)
- 《코미디극장》 (MBC)
- 《웃으면 복이와요》 (MBC)
- 《시트콤 김가 이가》 (MBC)
- 《코미디 전망대》 (SBS)
- 《시트콤 두 아빠》 (MBC)
- 《슈퍼 선데이》 (KBS2)
- 《시트콤 남자 셋 여자 셋》 (MBC)
- 《시트콤 여자 대 여자》 (MBC)
- 《시트콤 아니 벌써》 (MBC)
- 《시트콤 세 친구》 (MBC)
- 《시트콤 뉴 논스톱》 (MBC)
- 《시트콤 연인들》 (MBC)
- 《삼총사》 (tvN)
- 《풍선껌》 (tvN)
- 《이웃사이다》(KBS1)

### 영화
- 《삼토스와 댕기돌이》
- 《쫄병 군단》
- 《단지 그대가 여자라는 이유만으로》
- 《우주 전사 불의 사나이》
- 《하늘의 용사 이글맨》
- 《검객 산지니 1 - 도시에 나타난 검객 산지니》
- 《검객 산지니 2 - 항구에 나타난 검객 산지니》
- 《영구 헐크와 형래 대부》
- 《별당 형래와 여의주 작전》
- 《황금칼과 홍길동》
- 《번개 삼총사와 오서방 화이팅》
- 《번개 삼총사와 오서방 2》
- 《쌍둥이 영구와 대부》
- 《코믹 흥부와 놀부》